# Kloster Windesheim

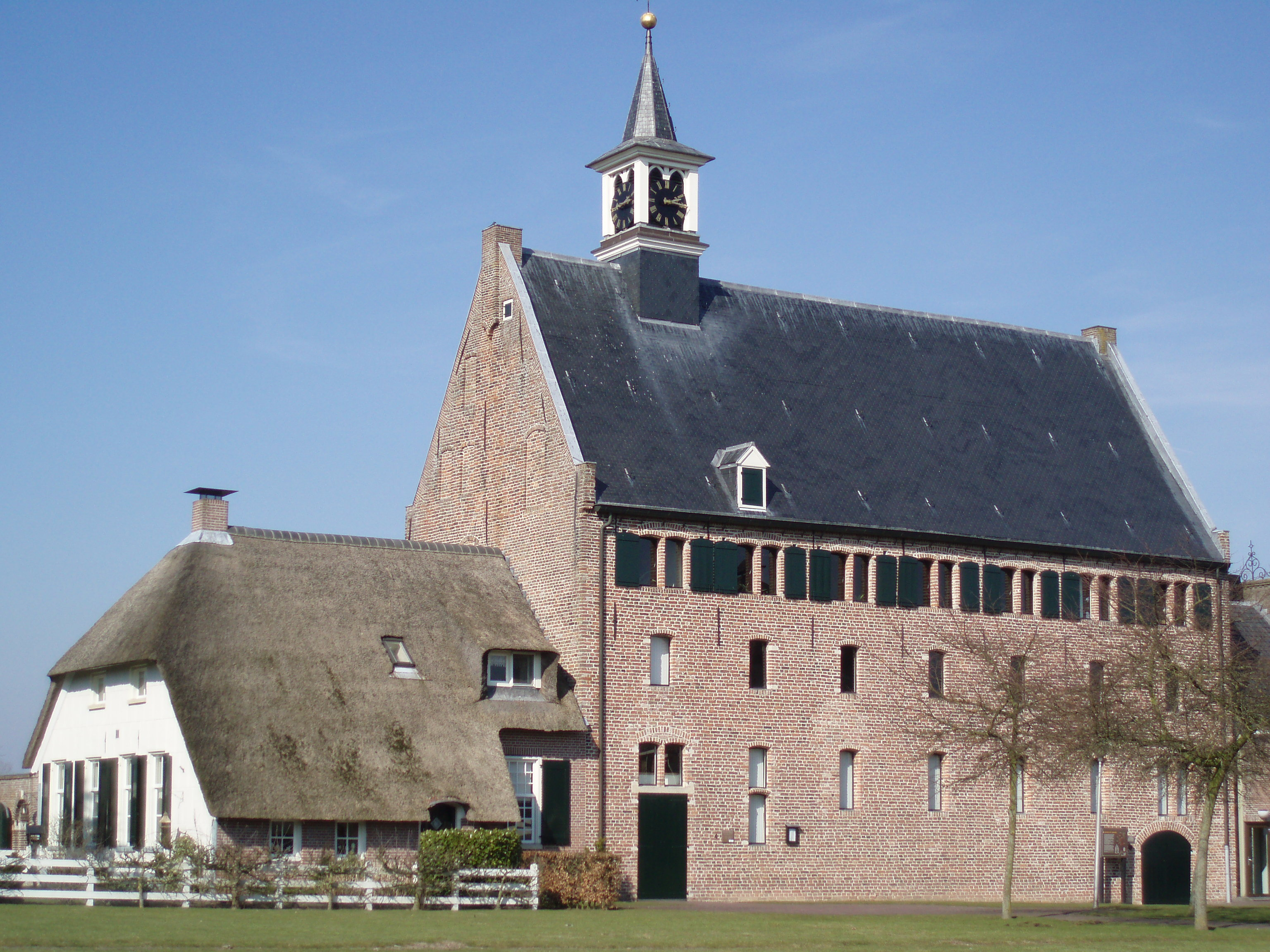
Teile der ehemaligen Klostergebäude

Das Kloster Windesheim bei Zwolle war das Ursprungskloster der Windesheimer Kongregation. Das Kloster bestand von 1386 bis zum Ende des 16. Jahrhunderts.

## Geschichte
Der Hintergrund der Klostergründung war die Bewegung der Devotio moderna. Einer der bedeutendsten Vertreter dieser Richtung war Geert Groote. Nach der späteren Klosterchronik soll dieser auf dem Sterbebett den mit ihm verbundenen Brüdern geraten haben, ein Kloster zu gründen. Er befürchtete offenbar Angriffe aus dem kirchlichen Raum auf die Bewegung der Devotio moderna. Einige Zeit nach seinem Tod suchten die Brüder nach einem geeigneten Standort. Ein Bürger aus Zwolle mit Namen Berthold ten Have, der Anhänger von Geert Groote war, schenkte seinen Besitz im Wert von 3000 Gulden der Gemeinschaft; später kamen weitere Schenkungen hinzu. Im Jahr 1386 wurde das Kloster gegründet. Dabei stand der Bischof Florenz von Wevelinghoven, damals Bischof von Utrecht, der Gründung wohlwollend gegenüber.
Anfangs lebten nur sechs Brüder in der Gemeinschaft, darunter auch der Stifter. Geleitet wurde die Gemeinschaft von einem Prior. Die dort lebenden Brüder folgten der Augustinusregel; für die Lebensweise spielten Einflüsse der Kartäuser eine bedeutende Rolle.
Zu Beginn gab es noch keine Klostergebäude und die Brüder nutzten Provisorien. Durch weitere Spenden ermöglicht, konnte 1387 die Kirche geweiht werden. Dem Vorbild von Windesheim folgten rasch weitere Klöster, die 1394 eine Kongregation bildeten. Windesheim selbst blühte und wurde Sitz des Generalkapitels der Kongregation.
Der zweite Prior war Johannes Vos (1391–1424). Unter diesem wurde das Kloster in zwei Bauabschnitten fast vollständig vollendet. Er war auch der eigentliche Schöpfer der Kongregation und der erste prior superior.
Durch die Reformation in den Niederlanden wurde Windesheim in seinem Bestand bedroht. Das Kloster konnte sich dennoch bis zum Ende des 16. Jahrhunderts halten.